# Uniwersytet Arkansas
Uniwersytet Arkansas (ang. University of Arkansas) – główny publiczny uniwersytet amerykańskiego stanu Arkansas, z siedzibą w Fayetteville. Został założony w roku 1871, jako pierwsza publiczna uczelnia w stanie. Jest to największy i najbardziej renomowany uniwersytet w stanie.
W 1899 roku z inicjatywy studentów nazwa uczelni została zmieniona z Arkansas Industrial University na University of Arkansas. Fundusz uczelniany (endownment) na 2020 rok miał wartość 165,9 mln dolarów. Instytucja zatrudnia około 1490 pracowników naukowych. Zapisy na semestr zimowy 2022 wyniosły 30 936 osób, z czego 4277 (13,8%) stanowili absolwenci.
W badaniu z 2021 r. opracowanym przez DegreeChoices i opublikowanym przez Forbes, uczelnia zajęła 13. miejsce wśród uniwersytetów z największą liczbą absolwentów pracujących w czołowych firmach z listy Fortune 500.
Stadion uniwersytecki ma 76 tys. siedzących miejsc i jest największym obiektem sportowym w stanie. 

## Kierunki studiów
Do najpopularniejszych kierunków studiów należą:
- biznes, marketing i zarządzanie
- inżynieria
- medycyna
- dziennikarstwo i komunikacja społeczna
- nauki społeczne
- nauki biologiczne i biomedyczne
- instruktażowe (w tym obiekty rekreacyjne i fitness)
- rolnictwo
- psychologia.

## Znani absolwenci
- Doug McMillon – biznesmen i dyrektor generalny (CEO) Walmarta
- Jim Walton – biznesmen, jeden z najbogatszych ludzi na świecie
- Ricardo Martinelli – 36. prezydent Panamy
- Stacy Lewis – golfistka
- Tyson Gay – sprinter lekkoatletyczny, wielokrotny mistrz świata
- Asa Hutchinson – 46. gubernator stanu Arkansas